# VIBES (雑誌)
『VIBES』（バイブス）は、源（げん）が発行、編集するハーレーダビットソン専門誌。
国立国会図書館では正式な書誌名は「Vibes : Harley-Davidson biker's way magazine」とされている。
出版社には変遷があり、アポロ出版 (-11巻7号)→ アポロコミュニケーション (11巻8号-13巻3号)→ 海王社 (13巻4号-24巻3号)。その後は編集プロダクションである源が発行元となった。創刊時は不定期刊行であり、4号目を出すのに2年間かかっている。

## 概要
硬派なアメリカンバイク雑誌であり、表紙は「カスタイムバイクと美女」という構図を一貫している（記念号など例外あり）。かつてはヌードピンナップが付録についていた。2010年よりイメージモデル「vibes fox」を編成。バイカーズイベントやカスタムショーに出演していた。
創刊号からの発行人・只野利浩によると、出版社からは「ハーレーフリーク」という誌名を提案されたが、生易しすぎると却下。パッと見て何の雑誌かわからなくしたいと、アメリカ俗語辞典から「鼓動」「力」「感動」という意味を持つ「VIBES」を誌名に選んだ。
只野は編集方針として「バイカーの生き方、バイカーが何を考えているのか、バイカーのハーレーに対する・仲間に対する想い、を追い続けていきたい」とインタビューで語っている。